# Parafia Matki Bożej Częstochowskiej w Kargowie
Parafia Matki Bożej Częstochowskiej w Kargowie – parafia rzymskokatolicka, znajdująca się w diecezji kieleckiej, w dekanacie stopnickim.